# Lelehivka, Iavoriv
Lelehivka (în ucraineană Лелехівка) este un sat în așezarea urbană Ivano-Frankove din raionul Iavoriv, regiunea Liov, Ucraina.

## Demografie
Componența lingvistică a localității Lelehivka
     Ucraineană (100%)
Conform recensământului din 2001, toată populația localității Lelehivka era vorbitoare de ucraineană (100%).